# 白髭神社 (小田原市)

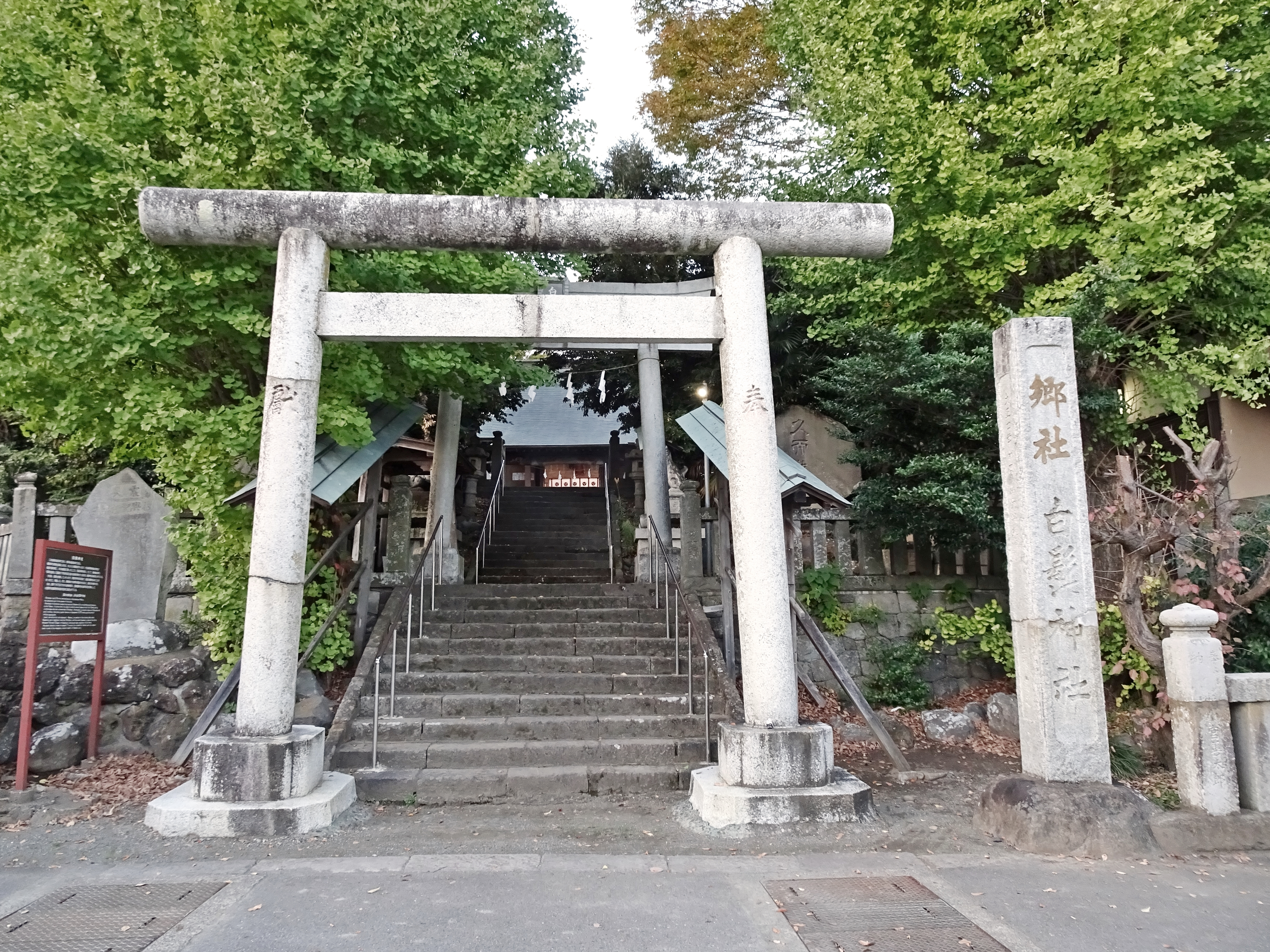
白髭神社の鳥居

白髭神社（しらひげじんじゃ）は、神奈川県小田原市小船にある神社である。旧社格は郷社。祭神は猿田彦大神。

## 歴史
奈良時代、行基菩薩が東国行脚の際、当地小竹山頂に地蔵堂を建立したという。平安時代、伊勢神宮の神官広瀬入道実応がその地蔵堂に信宿し、白鬚の神の霊夢を感じて九寸五分の御神像を奉彫し社殿を造営、元慶元年（877年）9月9日に鎮座祭を行なったのが当社の起源とされている。
その後鎌倉時代の初め、現宮司の祖嵯峨源氏松浦四郎入道綱泰が、近江国滋賀郡にて白鬚の神夢をさとった。そして相模国中村郷の当社をたずね、時の豪族中村公を本願として、社殿、楼門、本地堂等を再建し、中村社の社号と郡中惣社の称号を受けたとされる。建久元年（1190年）源頼朝より神領6町歩を寄進され、以後足利尊氏・北条早雲など武将の尊信が篤かった。
応永23年（1416年）兵火に罹り社殿を焼失、塔の山に遷ったが、天正18年（1590年）再度兵火に罹り現在地に三遷した。明治6年（1873年）郷社に列し、同40年（1907年）神饌幣帛料供進神社に指定された。
なお、当社で毎年1月7日の日の出とともに行われる奉射祭は、五穀豊穣を祈る新年の行事として近郷に広く知られており、古式を伝える神事として小田原市の無形民俗文化財に指定されている。